# Metalium
Metalium es una banda power metal de Hamburgo, Alemania. Su estilo musical es el clásico power metal, creado en Hamburgo por bandas como Helloween, Gamma Ray, Blind Guardian y Rage .

## Discografía
Metalium grabó su primer disco "Millenium Metal: Chapter One" en 1999. La alineación original para este primer álbum incluía integrantes de las bandas Savatage y de Yngwie Malmsteen. Este álbum habla sobre batallas épicas y la historia de una colonia; un trabajo muy clásico ya que las canciones de este disco como "Fight", "Dream of doom", "Metalians", "Free forever" son la muestra más clara de ese álbum.
Su segundo disco, grabado en 2000 fue llamado State Of Triumph: Chapter Two, donde la banda nos absorbe a un mundo de dioses, elementos, y batallas por la vida y la naturaleza. Las canciones de este álbum son las más técnicas y atrayentes que jamás se han escuchado en otras bandas, las canciones que lo muestran son "Steel avengers", "Years of darion", "Prophecy", "Break out", "Erania" e "Inner sight". El álbum también muestra un sonido sinfónico que a veces es lo que hace que este álbum sea más agrable. 
A este disco, le siguió su tercer álbum en el 2002, denominado Hero Nation: Chapter Three. Esta vez la banda se volvió más inteligente ya que las letras de este álbum están inspiradas en varias obras literarias, como "El mio cid", "Neron, el imperio romano", "Rasputin (Rusia)", "Odin (Escandinavia)", y "Juana de arco". Podemos apreciar que el sonido de la banda se volvió más fresco que en sus anteriores trabajos y las canciones que más marcan este agradable sonido son "Revenge of Tizona", "In the name of blood", "Rasputin", "Odin's spell", "Acused to be a witch", eso demostraba que la banda estaba para grandes cosas. 
Le sigue su cuarta producción denominada As One: Chapter Four, en 2004. Las letras del álbum están más orientadas a los dioses, sin dejar en claro que la banda no pierde la lírica de las batallas épicas. Este álbum es mucho más duro y más técnico de lo normal, aquí la banda utiliza mucho las opus de la música clásica, lo que hace a este álbum con un sonido más duro y claro a la vez y las canciones son "Warrior", "Pain in crawls in the night", "No one will save you", "Athena".
Para el año 2005 ve la luz el álbum Demons Of Insanity: Chapter Five; la banda cambió su lírica a la ciencia ficción con cual se consagraron en los mercados internacionales; para muchos fanes y críticos es el mejor trabajo que tiene la banda en su carrera musical, canciones de este álbum son "Power of time", "Demons of insanity", "Cyber horizon", "Out of silence".
En el año 2007 editaron su sexto trabajo llamado Nothing To Undo: Chapter Six. Este disco no demuestra tanta técnica como en los anteriores trabajos, y aunque volvieron a la temática de las batallas épicas, no deja de ser agradable su sonido, con canciones como "Spirits", "Mindless", "Way home", y "Dare". 
En 2008 su hasta ahora séptimo y último álbum llamado Incubus: Chapter Seven, la banda cambio en un giro de 180 grados aunque optaron por algo más técnico en este álbum, y se puede apreciar un sonido pesado pero a veces lento con arpegios agradables. La temática del álbum es poco más acentada a los vampiros y hechiceros, las canciones de este disco son "Resurrection", "Never die", "Meet your maker". 
Metalium volvió, en el [2009] lanzando al mercado su álbum titulado "Grounded: Chapter Eight" la banda se reivindicó volviendo a un sonido más duro y técnico; la temática se inclina por la lucha por la libertad, algo no extraño para la banda ya que siempre han hablado de ello en sus anteriores discos, canciones de este disco son "Pay the fee", "Crossroad overload", "Falling into darkness", y "once loyal". 
Queda claro que Metalium se ha esforzado en su carrera musical por eso se ha ganado el cariño de la gente que los escucha.
Durante la Hellish Rock, gira que llevaron a cabo las bandas Helloween, Gamma Ray y Axxis, Henning Basse acompañó a Gamma Ray en varios de sus conciertos por España, ya que el vocalista-guitarrista Kai Hansen se tuvo que limitar a tocar la guitarra debido a una gripe.
En el 2010, anunciaron en su sitio web su retiro en el 2011.

## Miembros
- Tolo Grimalt - Batería.
- Matthias Lange - Guitarra.
- Lars Ratz - Bajo, Teclado. (Fallecido en Mallorca, el 18 de abril de 2021).[1]
- Henning Basse - Voz.
- Michael Ehre - Batería, Teclado.

## Discografía
- (1999) Millenium Metal Chapter I.
- (2000) State of Triumph Chapter II.
- (2002) Hero Nation Chapter III.
- (2002) Metalian Attack Part 1.
- (2004) As One Chapter IV.
- (2005) Demons of Insanity Chapter V.
- (2006) Metalian Attack Part 2.
- (2007) Nothing To Undo Chapter VI.
- (2008) Incubus Chapter VII
- (2009) Grounded Chapter VIII

### DVD
- Metalian Attack.
- Metalian Attack ptII.